# Lovefool (песня Twocolors)
«Lovefool» — сингл немецкого дуэта Twocolors, выпущенный 8 мая 2020 года на лейблах Virgin Records и Universal Music Group. 13 ноября 2020 года был выпущен ремикс, записанный совместно с американской певицей и моделью Пиа Мией.

## Композиция
Сингл является кавер-версией одноимённой песни шведского музыкального коллектива The Cardigans, выпущенной в 1996 году. Днём ранее twocolors дали интервью EDM.com, в котором заявили о ещё не вышедшей песне следующее:
|           | We didn’t just want to do a cover by adding a beat and speeding it up. Our goal was to reinterpret „Lovefool“. |  | Мы не просто хотели сделать кавер, добавив бит и ускорив его. Наша цель состояла в том, чтобы переосмыслить „Lovefool“. |  |
| twocolors | |  | |  |

## Музыкальное видео
Музыкальное видео было выпущено 8 мая 2020 года, в день релиза песни. Оно было спродюсировано Rettich Film и снято Twocolors и Леннардом Бекштегерсом (англ. Lennard Boekstegers).

## Творческая группа
- Twocolors — продюсер, мастеринг, миксинг
- Нина Перссон — автор песни
- Питер Свенссон[итал.] — автор песни
- Аарон Плайффер — голос

## Чарты
| Чарт (2020)                     | Высшая позиция |
| ------------------------------- | -------------- |
| Австрия (Ö3 Austria Top 40)     | 25             |
| Бельгия/Валлония (Ultratop 50)  | 38             |
| Венгрия (Mahasz)                | 28             |
| Германия (GfK EC)               | 19             |
| Литва (AGATA)                   | 85             |
| Мир (Zvooq.pro)                 | 2              |
| Мир (Shazam)                    | 2              |
| Москва (Tophit)                 | 1              |
| Польша (ZPAV)                   | 43             |
| Россия (Муз-ТВ)                 | 1              |
| Россия (ТНТ Music)              | 6              |
| Россия (Яндекс.Музыка)          | 7              |
| Россия (Tophit)                 | 1              |
| Словакия (Европа Плюс)          | 56             |
| СНГ (Европа Плюс)               | 1              |
| Украина (Tophit)                | 6              |
| Финляндия (IFPI Finland)        | 10             |
| Франция (SNEP)                  | 103            |
| Хорватия (HRT)                  | 41             |
| Швейцария (Schweizer Hitparade) | 61             |
| Эстония (Eesti Tipp-40)         | 23             |